# Etcetera-Prinzip
Als Etcetera-Prinzip wird das Verhaltensmuster von Menschen bezeichnet, bei dem sie das Fehlen oder Unklarheit von Informationen beim Empfangen von Nachrichten ohne Nachfrage hinnehmen, in der Erwartung, dass sich offene Fragen im Laufe der Kommunikation aufklären lassen. Der Begriff ist in der Ethnomethodologie gebräuchlich und wurde vom Begründer dieser Wissenschaft, Harold Garfinkel, geprägt.